# 宅見雅幸
宅見 雅幸（たくみ まさゆき、1980年6月18日 - 2008年3月27日）は、北海道出身のプロバスケットボール選手である。元新潟アルビレックスBB所属。ポジションはシューティングガード。背番号7。187cm、75kg。

## 人物
駒澤大学附属苫小牧高等学校から大東文化大学を経て、葵企業入り。
2004年、JBLスーパーリーグ時代の新潟アルビレックスA2に移籍。
2004年の6月30日に勝又英樹、小菅直人、橋本伸広とともにA1に昇格。サテライトチームであるA2からA1に選手が昇格するのは初めてであった。
美しいフォームから繰り出されるスリーポイントシュートは小菅以上のものがあった。病気のためアルビレックスBBを退団後は静養に努め、2007年はレラカムイ北海道のトライアウトを受けるまでに回復していた。また、大学の同期である岩佐潤のブログによると病に倒れる直前に埼玉ブロンコスへの移籍も決まっていた。
しかし、2008年3月27日、白血病のため道半ばで永眠した。27歳没。
2008年の4月5，6日の新潟アルビレックスBB対埼玉ブロンコス戦（阿賀野ささかみ体育館）にはアルビ・ブースターの有志により、会場の一角に宅見のアルビ時代の写真とレプリカユニフォームが飾られた。その写真に添えられたメッセージは”Live forever”同日、選手登場の際らは、宅見の同期である小菅がそれに触るという一幕も在った。
宅見の大学の後輩でパナソニックトライアンズに所属していた西塔佳郎からは特に慕われており、西塔のブログ内でも訃報について触れている。

## 経歴
- 駒大苫小牧高 - 大東文化大学 - 葵企業 - 新潟アルビレックスA2 - 新潟（2004年〜2005年）